# Love and Deepspace
 (кин: 恋与深空; пин: Liàn yǔ Shēn kōng; транскр.  Лав енд Дипспејс — срп. Љубав и дубоки свемир) је кинеска видео-игра. Игру је развио и објавио Papergames. Објављена је 18. јануара 2024. за платформе Android и iOS.